# 血液剤
血液剤（けつえきざい Blood agent）とは細胞内呼吸を阻害することによって致死させる化学兵器である。
主な血液剤はシアン化物剤 (Cyanides agent)であり、シアン化物イオンを発生させ、シトクロムcオキシダーゼをはじめとする生体内のヘム鉄の Fe3+ に配位し、細胞内小器官のミトコンドリアの活動を阻害する。これにより細胞が、血中から酸素を摂取できず、生物を死に至らしめる。通常は呼吸器系から吸入されるため、ガスマスクにて防護を行う。

## 主な血液剤
- シアン化塩素 (CK)[2]
- シアン化水素(AC)[2]（旧日本軍では「ちゃ剤」と呼称[3]）
- アルシン（ヒ化水素）を含める場合もある[2][4]。